# カワサキ・GPZ1100
カワサキ・GPZ1100（ジーピーゼットせんひゃく）とは、川崎重工業が製造していた大型自動二輪車（オートバイ）。
本項では以下の二つの車種を併せて解説する。
- 空冷エンジンを搭載する「GPz1100」（ZX1100A型）
- 水冷エンジンを搭載する「GPZ1100]（ZX1100E型・ZX1100F型）

## 解説
「GPZ1100」には空冷エンジンのZX1100A、水冷エンジンのZX1100E/ZX1100F（F型はABS仕様）の2つがあり、厳密には前者の表記はGPz1100、後者は表記をGPZ1100とする。両者は時代を異にしており、直接のシリーズ車ではない。
中古車市場やアフターパーツ市場などでは、媒体により空冷モデルを「GPZ1100F」もしくは「GPz1100F」と表記するが多い。しかし、実際にはGPz1100Fというモデルは存在しない。GPz750および400のシリーズ後期型において車名に排気量を示す数字の後に“F”が付け加えられたが、これも空冷・水冷を区別するためのものではない。（一考察に過ぎないが、1980年前後は日本のオートバイのメカニズムが大きく進化していく過渡期であり、ホンダではそれをアピールするために車名の末尾にFが付ける事が多かった。その後の更なる進化でこれがRに変わっていった経緯から、それと混同されている可能性もある）
また中古車情報誌で水冷モデルをGPZ1100-2と表記される場合も見られるが、表示上の区分けとして「-2」を付けているだけで、これも公式ではない。

## モデル一覧

### GPz1100 (ZX1100A)
GPz1100（A型）は、Z1000Hにおいて量産市販バイクとして初めて搭載したインジェクションシステム「KEFI」を進化させた「DFI」を装着。120馬力までパワーアップしたモデルとして1983年に登場。しかし、エンジンの放熱対策は限界に達しており、翌1984年には発売された新世代の水冷エンジンを搭載するGPZ900Rが発売。これが大ヒットしたことにより、後にゼファー1100の発売が在るものの、Z1から続いたカワサキの大型空冷スポーツバイクとしてはGPz1100が事実上最後となった。スタイリングは、発売前年にモーターショーに出品された750ターボのカウルデザインを踏襲したものである。当時のラインナップでは同デザインを採用したGPz250、GPz400 / 400F、GPz750 / 750Fと「GPzシリーズ」が展開され、GPz1100の持つ輸出専用の大型車の雰囲気を味わえることで人気を博した。そのエッジの効いたフロントカウルのデザイン処理は、次世代機のGPZ900Rにも踏襲されて長い間親しまれることとなった。

### GPZ1100 (ZX1100E / ZX1100F)
GPZ1100（E型）は、1994年ケルンショーでデビュー。
フラッグシップモデルであるZZR1100より安価に、ツーリングを主体とする使用を目的とするために開発された。
エンジンをダウンドラフトからサイドドラフトへ戻して低中速向けにし、フレームもアルミツインチューブから一般的なダブルクレードルとして、大柄でゆったりとした長距離走行向けの性格が与えられている。オプションとして最初からGIVI社製のパニアケースを設定されていたことからも、その車両コンセプトが窺える。その一端として、サイドスタンドを掛けて停車させた場合、一般的なバイクより角度がついた状態になっており、荷物の積載性を考慮した作りとなっている。また、ABSモデル（ZX1100F）も発売された。
スタイリングはZZRの流れを組む印象を与えているが、よりスポーツ性の高いZZRと比較してツアラー志向が強いモデルであるため、カワサキ伝統のスポーツモデルの称号である"Ninja"のペットネームは与えられていない。